# Erikasee bei Großkoschen
Das Naturschutzgebiet Erikasee bei Großkoschen liegt im Landkreis Oberspreewald-Lausitz in Brandenburg.

## Bedeutung
Das 80,67 ha große Gebiet mit der Kenn-Nummer 1571 wurde mit Verordnung vom 27. September 2003 unter Naturschutz gestellt. Das Naturschutzgebiet erstreckt sich südöstlich von Großkoschen, einem Ortsteil der Kreisstadt Senftenberg, und südwestlich von Tätzschwitz, einem Ortsteil der Gemeinde Elsterheide im Landkreis Bautzen, und umfasst den nördlichen Teil des 180 ha großen Erikasees. Am südlichen und östlichen Rand des Gebietes verläuft die Landesgrenze zu Sachsen, westlich verläuft die B 96. Durch den nördlichen Teil des Gebietes fließt der Schleichgraben.